# Chiến lược ném bom của Đồng Minh tại châu Âu
| Thành phố                   | Phần trăm bị phá hủy |
| --------------------------- | -------------------- |
| Berlin*                     | 33                   |
| Köln*                       | 61                   |
| Dortmund*                   | 54                   |
| Dresden*                    | 59                   |
| Dusseldorf*                 | 64                   |
| Essen*                      | 50                   |
| Frankfurt*                  | 52                   |
| Hamburg*                    | 75                   |
| Leipzig*                    | 20                   |
| München*                    | 42                   |
| Bochum                      | 83                   |
| Bremen                      | 60                   |
| Chemnitz                    | 41                   |
| Dessau                      | 61                   |
| Duisburg                    | 48                   |
| Hagen                       | 67                   |
| Hannover                    | 60                   |
| Kassel                      | 69                   |
| Kiel                        | 50                   |
| Magdeburg                   | 41                   |
| Mannheim                    | 64                   |
| Nuremberg                   | 51                   |
| Stettin                     | 53                   |
| Stuttgart                   | 46                   |
| * dân số trên 500.000 người |                      |

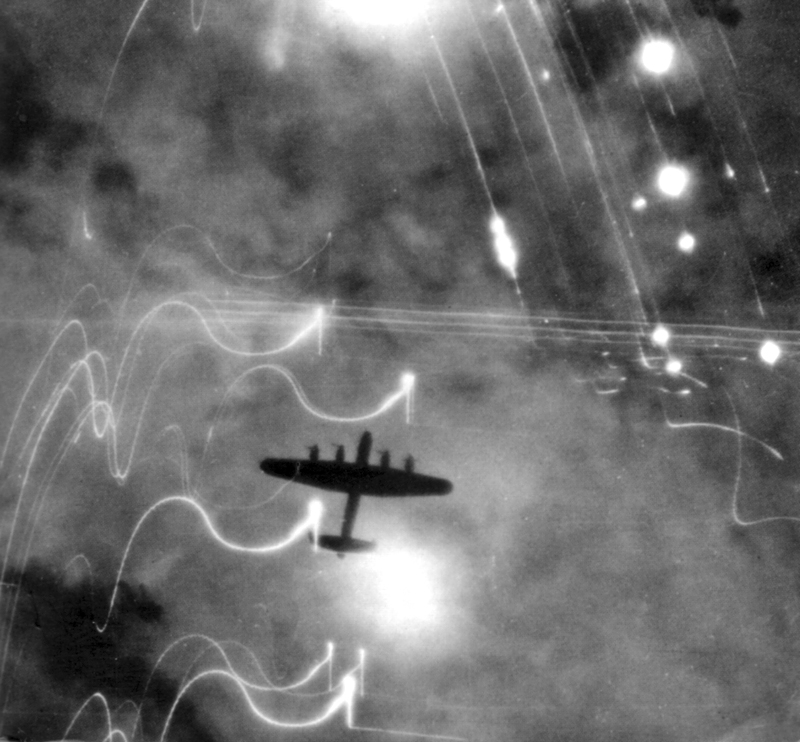
Oanh tạc cơ Lancaster của Đồng Minh bay trên thành phố Hamburg

Công ước Hague ký vào năm 1899 và 1907 về quy luật chiến tranh được các cường quốc công nhận nhưng đã có khá lâu trước cuộc phát triển nhanh chóng của kỹ thuật và chiến thuật không quân. Sau Chiến tranh thế giới thứ nhất nhiều lần các quốc gia cố gắng sửa đổi quy luật về tác chiến trên không nhưng chưa kịp kiểm duyệt cập nhật lại thì Chiến tranh thế giới thứ hai đã bùng nổ. Mặc dầu không có quy định đồng nhất về sử dụng không quân, những quy luật chung chung về chiến tranh vẫn được tuân theo - tuy cách suy diễn quy luật chiến tranh trên không của mỗi cường quốc khá khác biệt.
Năm 1939 quân đội Đức Quốc xã cho máy bay ném bom thả cửa vào các thành phố và thủ đô Warsaw của Ba Lan. Tiếp theo là nhiều cuộc nem bom chiến lược của cả hai phe, quân Đức và quân Đồng Minh, thi nhau tàn phá cơ sở kỹ nghệ quân sự và sau đó đánh phá luôn các hãng xưởng và hạ tầng cơ sở để gây tổn thất tinh thần chiến đấu của đối phương. Cuộc oanh tạc Anh Quốc của Đức là biểu tượng của chiến lược oanh tạc trong những năm 1940-1941.
Từ năm 1942 không quân Anh mở cuộc oanh tạc dai dẳng, ngày càng tăng thêm vào các mục tiêu quân sự và dân sự của Đức và các vùng châu Âu lân cận. Không quân Hoa Kỳ tham gia cuộc ném bom châu Âu từ năm 1943. Đến năm 1944 những cuộc ném bom của quân Đồng Minh tại châu Âu gây tổn thất kinh hoàng trong nước Đức, và số lượng bom thả vào Đức nhiều hơn gấp bội lần số lượng bom Đức thả vào Anh trước đó. Tuy vậy, Đồng Minh không đạt được kết quả chiến lược vì Đức vẫn kiên trì chế tạo vũ khí và tinh thần chiến đầu của người Đức không bị bẻ gãy.